# Taunaya rugosa
Taunaya rugosa är en insektsart som beskrevs av Fonseca. Taunaya rugosa ingår i släktet Taunaya och familjen hornstritar. Inga underarter finns listade i Catalogue of Life.